# Шибанова, Екатерина Михайловна
Екатерина Михайловна Шибанова (укр. Катерина Михайлівна Шибанова; 11 (24) ноября 1914 — не позже 2008) — украинская советская деятельница сельского хозяйства. Звеньевая свёклосовхоза «Фёдоровский» в Великобурлукском районе Харьковской области. Герой Социалистического Труда.

## Биография
Екатерина Шибанова родилась 11 (24) ноября 1914 на территории современной Харьковской области в крестьянской украинской, или по другим источникам русской, семье. Получила начальное образование. В 1943 году, начала работать в свёклосовхозе «Фёдоровский», главная усадьба которого находилась в посёлке Фёдоровка. В 1947 году была назначена звеньевой звена по выращиванию зерновых. В том же году свёклосовхоз собрал большое количество зерновых культур, звено Шибановой собрало 35.09 центнеров озимой пшеницы с гектара на общей площади в 10 гектаров.
За «получение высоких урожаев пшеницы, ржи и сахарной свёклы при выполнении совхозами плана сдачи государству сельскохозяйственных продуктов в 1947 году и обеспеченности семенами зерновых культур для весеннего сева 1948 года», Президиум Верховного совета СССР указом от 30 апреля 1948 года присвоил Екатерине Шибановой звание Героя Социалистического Труда с вручением ордена Ленина и медали «Серп и Молот». Кроме неё, звание героя получили ещё семь рабочих свеклосовхоза, звеньевые: Мария Лоткова, Александра Сичкарёва, Мария Чернецкая, Евдокия Шевченко, а также директор Фёдор Фальберт бригадир полевой бригады Прокофий Коленько и старший механик Трофим Скрынник.
Жила в посёлке Фёдоровка, умерла не ранее 2008 года.

## Награды
- Герой Социалистического Труда (30.04.1948)
- орден Ленина (30.04.1948)
- медаль «Серп и Молот» (30.04.1948)
- медали

### Комментарий
1. ↑  Некоторые источники называют её Марией Лобановой.